# 陳俊明
陳俊明（1970年6月30日—），台灣足球教練、退役足球員。就讀北門高中時，未滿17歲便代表中華青年足球隊出賽世青杯大洋洲會外賽，也替校隊贏得會長杯季軍、中正杯冠軍及李惠堂杯冠軍等國內賽事。高中畢業後，就讀於臺灣省立體育專科學校，服義務役時則加入陸光足球隊。退伍後進入輔仁大學體育系並代表校隊，同時也為台電足球隊踢球。此後，直到2010年才從台電退休，其足球生涯個人獲得1994年男甲足球聯賽明星及1999年聯賽進球王，團體榮譽則隨台電隊創下十連霸全國男子甲組足球聯賽的紀錄。
教練生涯則長期率領北門高中，取得無數榮譽，並獲中華民國教育部頒體育績優教練獎，也曾領軍中華台北U-23男子足球代表隊角逐國際賽事。

## 生平
陳俊明國小就讀彰化縣管嶼國小，原先從事桌球運動，直到五年級才轉練足球。國中就讀學區福興國中，期間曾借將至台中四育國中參加歐美國際分齡賽。國中畢業後，他足球起步較晚，許朝樂仍將其推薦至足球名校北門高中。就讀北門高中時，他因在1986年全國中正杯足球總決賽有所表現而入選參加1987年世青杯大洋洲區會外賽的中華青年足球隊，當時還未滿17歲的他是隊上最年幼的球員 ，該屆賽會中他於對陣紐西蘭隊及澳洲隊的比賽中先發上場；對陣以色列的比賽則下半場替補上陣 ，儘管中華隊與紐西蘭隊以0比0坐收，達成首次客場踢平紐西蘭，然而最終成績兩和兩負無法晉級。在國內的高中賽事，則於1987年替北門奪得台灣省足球協會第七屆會長杯足球賽第三名，也獲得了高中組最佳球員，以及1987年全國中正杯高中青年組冠軍，於1988年3月則贏得了全國李惠堂杯足球賽高中組冠軍。
1988年5月，陳俊明以績優運動員的身分錄取省立體專。
1990年，他在全國大專校院運動會一場與台東師院的比賽，一人獨進8球，令省體以12比0勝出，也改寫了當時台灣成人足球賽進球紀錄。最後該屆賽會他以10顆進球成為進球王。
1991年，陳俊明因服義務役，轉效力軍中球隊陸光。1993年，該年聯賽他從軍中退伍後，就讀了輔仁大學體育系且代表足球校隊，同時也在聯賽中途轉回台電隊，並以8顆入球位居射手榜第二名，助台電隊取得第四名。同年，於1994年世界杯足球賽亞洲區小組賽，入選中華隊，成績六戰皆負，全隊共進三球，其中兩球皆由他射入。
1994年，獲選為男甲足球聯賽明星。1995年起，參與了台電隊10連霸甲組足壇的時期，此外他在1999年以11顆進球贏得聯賽進球王，之後他於2010年從台電退休。球員生涯之外，陳俊明自2001年起也在北門高中執教，截至2014年率隊贏得13座冠軍、10座亞軍、6座季軍，並獲得體育績優教練獎。
2011年，擔任中華青年足球代表隊總教練。
2015年，擔任光州世大運中華代表隊總教練，率隊以1比0勝於加拿大，贏得世大運的隊史第一勝。2023年，擔任中華台北U23男子足球代表隊總教練角逐於2023年舉行的2022年亞洲運動會足球比賽，率隊以1比0勝過印尼U23，該場勝利是繼1966年亞洲運動會足球比賽以來，在亞運上的首顆進球，也是自1958年亞洲運動會足球比賽後在男足項目的首勝，惟未能晉級。

## 外部連結
- 俊明世界 （页面存档备份，存于）